# Matchless Model G5-serie
De Matchless Model G5-serie was een serie 500cc-motorfietsen die het Britse merk Matchless produceerde van 1937 tot 1939. Ze volgde de Matchless Model D5-serie op.

## Voorgeschiedenis

### Modellen 35/D5 (De Luxe) en 36/D5
In 1935 bracht Matchless een serie eencilinders van 250- tot 600 cc op de markt. Ze hadden allemaal nog een licht (25º) voorover hellende cilinder en de sportieve modellen hadden een dubbele uitlaatpoort ("Twin Port") en twee uitlaten. Van bijna alle modellen kwam ook een "De Luxe"-versie met onder meer een grotere koplamp en een uitgebreider instrumentenpaneel. De 500cc-kopklepmodellen waren het Model 35/D80 en het Model 35/D80 De Luxe en voor de zeer sportieve rijders het Model 35/D90 en het Model 35/D90 De Luxe. Daarnaast was er nog een ouderwetse 500cc-zijklepper die vooral als zijspantrekker dienst deed, het Model 35/D5. Alle 500cc-kopklepmodellen kregen in 1936 een update, maar het Model 35/D5 bleef nog een jaar als Model 36/D5 bestaan, maar wel met een aantal wijzigingen. De rechthoekige olietank uit 1935 werd vervangen door een ronder exemplaar dat 2,3 liter bevatte. Ook de brandstoftank werd groter en bevatte nu 3 liter benzine. Het rechthoekige, leren gereedschapstasje dat aan de onderkant van het achterframe hing, was vervangen door een metalen kastje dat tussen de achterste framebuizen paste en hun lijnen volgde. Het standaardmodel kostte 51 pond en een De Luxe-versie was er niet meer. In plaats van een duurder model met extra accessoires kon de klant nu het basismodel kopen en de accessoires uit de catalogus kiezen: 
- Afneembare bagagedrager (15 shilling)
- beenschilden (15 shilling)
- Snelheidsmeter zonder dagteller (2 guineas)
- Snelheidsmeter met dagteller (2 guineas en 5 shilling)
- Lucas remlicht (5 shilling)
- Duovoetsteunen (7 shilling en 6 pence)
- Duozadel (12 shilling en 6 pence)
- Hutchinson "De Luxe" duozadel voor plaatsing boven de bagagedrager (13 shilling en 6 pence)
- Eight-Day Clock[1] (1 pond en 10 shilling)

## Modellen 37/G5, 38/G5 en 39/G5
Het technisch belangrijkste verschil tussen het Model 37/G5 en het Model 36/D5 was de nu rechtop staande cilinder, die inwendig onveranderd was. De boring bedroeg nog steeds 82,5 mm en de slag 93 mm. Dat was identiek met de kopkleppers. De machine had een Burman-vierversnellingsbak met voetschakeling en een kickstarter. De primaire aandrijving verliep via een ketting in een oliebadkast; de secundaire aandrijving via een ketting in een open kettingkast. De machine had nog geen achtervering, en aan de voorkant zat een Girder-type parallellogramvork met nog maar één verstelbare frictiedemper (aan de linkerkant) en een stuurdemper. Met uitzondering van de snelheidsmeter, die op het stuur was gemonteerd, zat het instrumentenpaneel op de tank. Het bestond uit een lichtschakelaar, contactschakelaar, ampèremeter en een (voorbereiding voor een) Eight-Day Clock. De kleppenlichter werd op het stuur bediend, evenals de claxon. De machine had al een middenbok en een voorwielstandaard. Standaard had de machine al een complete Lucas-verlichtingsset met claxon.
Het Model 37/G5 kreeg zoals bij Matchless gebruikelijk elk jaar een nieuwe naam, maar de Modellen 38/G5 en 39/G5 waren nauwelijks verschillend van het oorspronkelijke model. Verandering was ook niet echt nodig, want de machine was dankzij zijn hoge koppel, te wijten aan de zijklepmotor en de lange zuigerslag, populair als zijspantrekker. Daarmee was het een typische machine voor woon-werkverkeer en gezinsuitstapjes in het weekend. In 1939 of 1940 eindigde de productie. Matchless was toen al bezig met de ontwikkeling van machines voor het Britse leger en in 1941 werd de productie van civiele motorfietsen helemaal gestaakt. 

## Matchless G5
De typenaam "G5" kwam pas in 1958 terug met de Matchless G5, identiek aan het AJS Model 8. Dit waren weinig succesvolle 350cc-modellen die naast de veel bekendere Matchless G3/LS / AJS Model 16MS werden geleverd. 